# 西海町 (愛媛県)

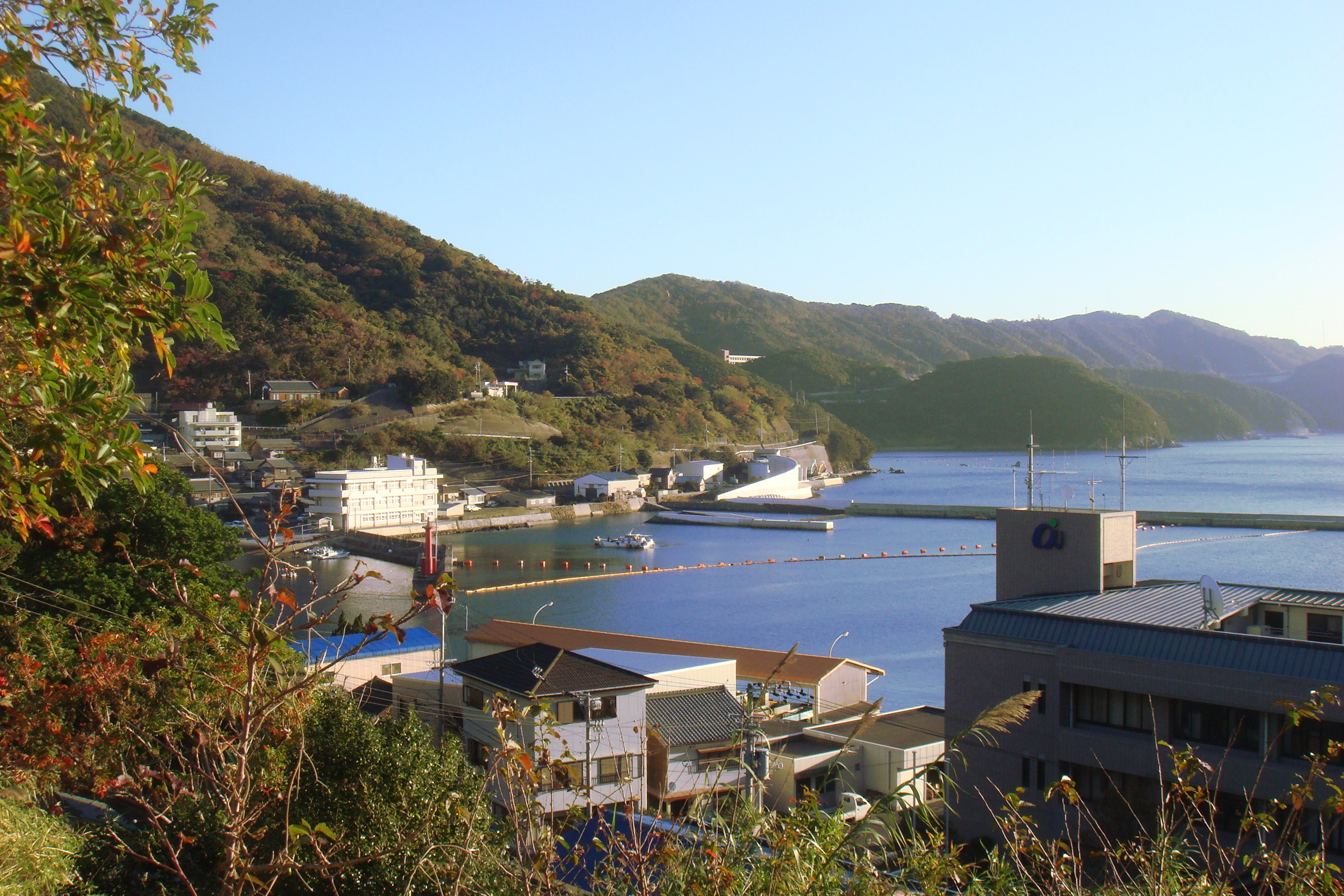
西海町船越。西海町中心部である

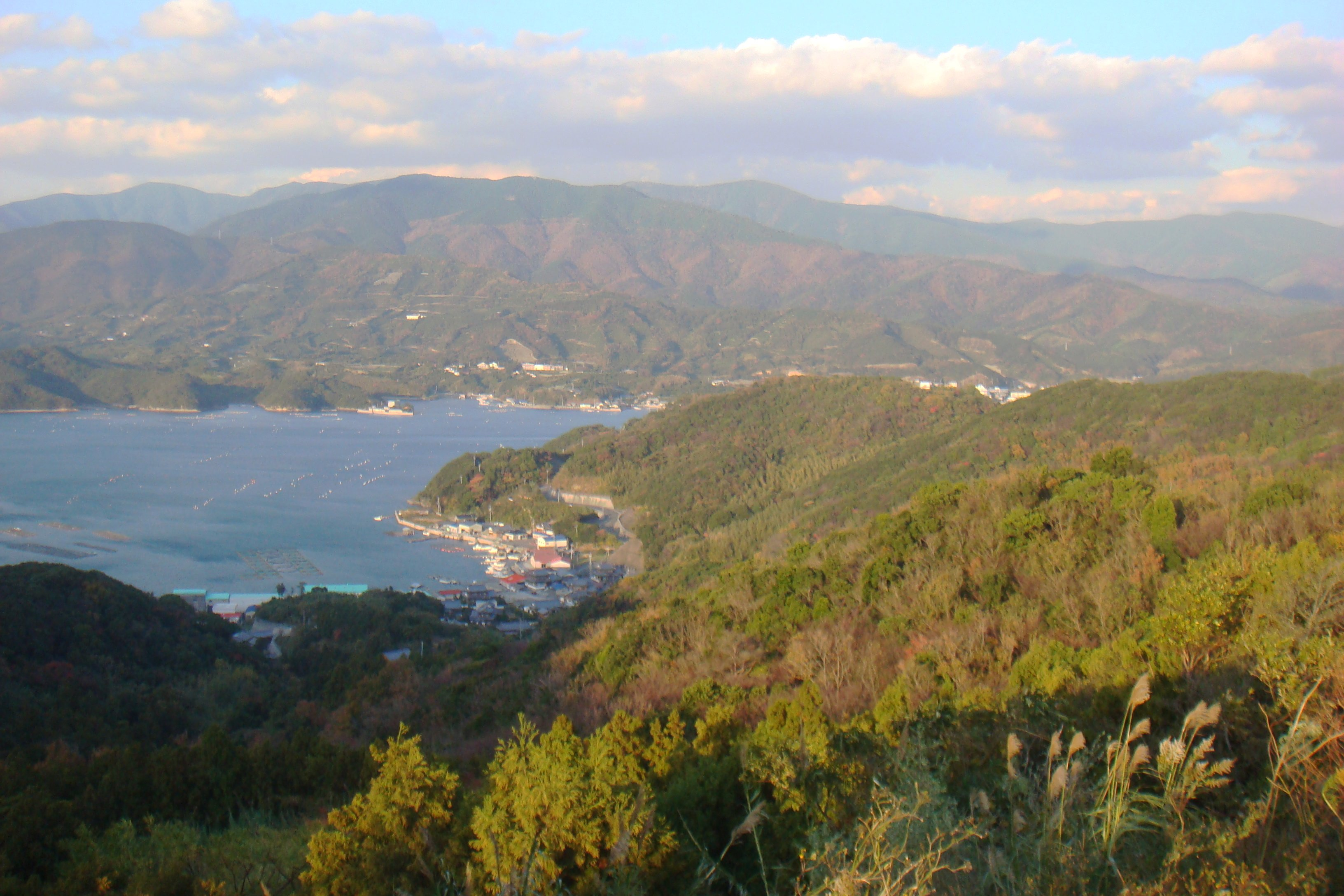
西海町の風景

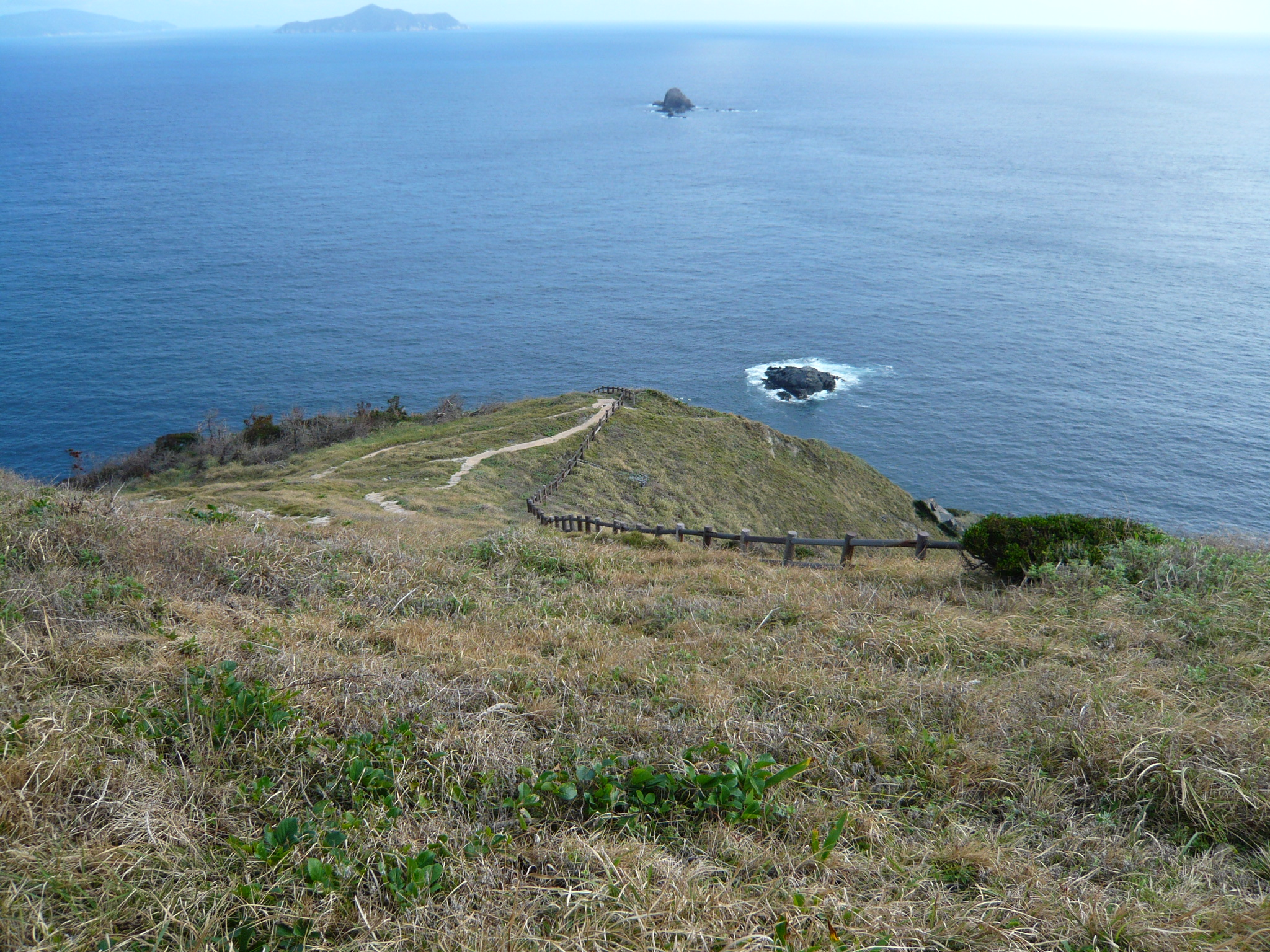
高茂岬

西海町（にしうみちょう）は、かつて愛媛県の南予地方にあった町である。
2004年の南宇和郡全体での平成の合併により愛南町となり、自治体としての地方自治体としての西海町は消滅した。
昭和50年代には人口が5,000人を超えていたが交通条件等に恵まれず、合併前には3,000人台へと過疎が進んでいた。

## 地理

### 位置・地形
宇和島市から国道56号を自動車で約1時間南下。船越半島南部のほぼ中央にある権現山を中心とした地域で、周囲の小島（いずれも無人島）を含む。
海岸に沿って半島を一周する県道があり、沿線のいくつかの入り江には漁業集落が形成されている。海岸はほとんどが磯であり、その沖合いの多数の小島や碆は好漁場となっている。鹿島は観光地としても知られている。
- 島 - 鹿島、横島、野地島 など（いずれも無人島）
- 山 - 権現山 標高497.7m

### 地域
集落は、台風や季節風除けのため、大半は船越半島（又は西海半島と呼ぶこともある）の北又は東側に位置している。
前身の西外海村成立時から大字はなく、旧の字名を継承し、16の字があった。
越田（こしだ）、弓立（ゆだち）、小浦（こうら）、樫月（かしづく）、船越（ふなこし）、久家（ひさげ）、下久家（しもひさげ）、樽見（たるみ）、大成川（おおなるかわ）、小成川（こなるかわ）、福浦（ふくうら）、麦ケ浦（むぎがうら）、武者泊（むしゃどまり）、外泊（そとどまり）、中泊（なかどまり）、内泊（うちどまり）の16の字である。
なお、地名表記は、平成の合併により愛南町となっても、西海町当時のまま、西海町を愛南町と置き換えて対応している。
例 西海町越田　→　愛南町越田

### 町名の由来
1952年（昭和27年）の町制施行の際に、公募、公聴会を開催したところ「西海町」が多数の支持を得たことから命名。それ以前のことは「歴史」の項参照。

## 歴史
古代 - 中世
- 遺跡等がほとんどなく、当地の中世以前の歴史は未解明である。

五輪塔が残っていることから中世には当地に人が住み着いていたことが推察されるが、年代は定かでない。豊後水道に面し突き出した地形で、また舟隠しにも適していることから、中世から水軍の砦として利用されていたともみられるが、伊予国に属していたか土佐国に属していたか明確な史料はない。
- 719年 - 福浦が開かれたとの伝承がある。
- 平家の落人伝説がある。- 小浦、船越、武者泊など

藩政期
- 藩政期には宇和島藩の領地で御荘組に属し、当地、船越半島の南部から宿毛にかけての一帯は「外海浦」と呼ばれていた。

明治以降
- 1877年（明治10年） - 庄屋が民選制となったが、無投票で旧庄屋がそのまま民選庄屋として留まったことをきっかけとして、かねてよりの庄屋の専横の不満もあり、村民の反発強まる。
- 1879年（明治12年） - 4月分離独立運動が船越浦の鈴木喜八郎らを中心に発生。庄屋派と対立し、鈴木らは一時捕らえられたが、宇和島警察署まで持ち込まれた結果、旧庄屋派の偽計が発覚、同年11月、旧庄屋派は処罰された。この結果、東外海浦から分離、西海町に相当する船越、久家、福浦、内泊ほかの8か浦が「西外海浦」と呼ばれるようになった。
- 1889年（明治22年）12月15日 - 町村制施行により「西外海村」となる。役場を字船越におく。
- 1952年（昭和27年）10月1日 - 町制施行、改称して「西海町」となる。
- 1956年（昭和31年）- 鰯網の不漁、町民多数が船員に転業。以降、一本釣り漁のほか、はまち類への海面養殖業への転換が試みられる。
- 2004年（平成16年） 10月1日 - 南宇和郡全体5箇町村の合併により愛南町が成立し、自治体としての歴史を閉じた。

```
西海町の系譜
（町村制実施以前の村）　（明治期）　　　（昭和の合併）　　　　　　　（平成の合併）
　　　　　　　　　　町村制施行時　　　　昭和27年10月1日町制施行
西外海浦━━━━━━━西外海村━━━━━━西海町━━━━━━━━━━━┓
　　　　　　　　　　　　　　　　　　　　　内海村━━━━━━━━━━━┫平成16年10月1日
　　　　　　　　　　　　　　　　　　　　　御荘町━━━━━━━━━━━┫　新設合併
　　　　　　　　　　　　　　　　　　　　　城辺町━━━━━━━━━━━╋━愛南町
　　　　　　　　　　　　　　　　　　　　　一本松町━━━━━━━━━━┛

（注記）内海村他の合併以前の系譜はそれぞれの町村の記事を参照のこと。

```

## 行政
- 最後の町長:中田廣（なかた ひろし）
- 平成の市町村合併
西海町にとって広域行政をともに行ってきた南宇和郡全体での合併に全く異存はなく、合併協議もスムーズに進んだ。

## 経済・産業
主力産業は水産業。古くは、鰹・鮪漁、あるいは沿岸での一本釣り漁で生計を立てていたが、養殖技術が導入され、養殖に移っていった。湾内では魚類の養殖が盛んで、ハマチ、鯛等の養殖が行われている。養殖筏の並ぶ光景は、既に漁村景観の一部ともなりなじんでいる。西海の養殖業は、企業的な体質があり、漁業協同組合への依存は少ないのが特徴である。
なお、現在でも一本釣りは健在である。付近の海域は好漁場として知られ、多くの釣り客が四国外からも訪れる。一方ではそうした「遊漁」との共存、資源管理、海洋環境保全が課題となっている。
農業は、経営耕地面積ゼロ（2000年）であるように、「業」であるか疑問な状況である。山がすとんと海に落ち込むような地形で平地がほとんどなく、住居の周りのわずかな畑でウコン、イモ類等が自給自足的に営まれている程度で、米・野菜等の大半は他地域に依存している。僅かな自家菜園にも、サルやイノシシの被害があるという。
その他の産業としての観光は後述。

## 教育
町内に高等学校はない。愛媛県立南宇和高等学校のある御荘・城辺まで出る必要がある。
- 中学校 福浦中学校（福浦）、西海中学校（船越）
- 小学校 福浦小学校、船越小学校

廃校となった学校
西浦中学校及び船越中学校（統合して新設の西海中学校となる）樽見小学校、武者泊小学校
参考　愛南町となって以降の廃校
西浦小学校（内泊）2011年船越小学校と統合

## 交通
国道56号から西海有料道路（現在は無料開放）を経由するのが一番の近道。
他に、下記の県道のほか、旧御荘町中浦方面からも狭隘ながら自動車の通れる道路がある。

### 鉄道
町内に鉄道はない。

### 道路
国道
町内に国道はない。
県道
県道34号

## 観光
観光地・名所旧跡
鹿島（「うど」と呼ばれる海蝕崖がみられる）
高茂岬（こうもみさき）、石垣の里（外泊地区）、宇和海海中公園（サンゴ群、海中展望船）、ウバメガシ群生、飛揚鯨塚
- 宿泊施設 - 民宿数軒（釣り宿兼業で魚料理を売り物にしているところが多い）

イベント・祭り
海中公園まつり、ホタル&サンセットウォッチング（鹿島）、ぎおんまつり、牛まつり（久家）
特産物
海産物 - メザシ、イリコ、スルメ、モイカの一夜干、ウツボ、ふぐちょうちん、貝細工　など

## 文化・出版
薫楠集（川柳）川崎百楠